# Giovanni Errichiello
Giovanni Errichiello (ur. 12 czerwca 1960 w Neapolu) – włoski siatkarz, medalista igrzysk olimpijskich.

## Życiorys
Errichiello zadebiutował w reprezentacji Włoch w 1980 w przegranym meczu ze Związkiem Radzieckim. Zdobył złoty medal na igrzyskach śródziemnomorskich 1983 w Casablance. Wystąpił na igrzyskach olimpijskich 1984 odbywających się w Los Angeles. Zagrał wówczas we wszystkich meczach turnieju, w tym w zwycięskim pojedynku o brąz z Kanadą. W reprezentacji rozegrał 149 meczów.
Był zawodnikiem klubów Niccolai Napoli (1977–1979), Amaro Più Loreto (1979–1981), Santal / Maxicono Parma (1981–1988), J.S.A. Bordeaux (Francja, 1988–1989), Sernagiotto Padova (1989–1990), Messaggero Ravenna (1990–1992), Latte Giglio Reggio Emilia (1992–1993) i Pallavolo Mantova (1993–1996). Trzykrotnie zdobywał mistrzostwo Włoch – w 1982, 1983 i 1991. W krajowym pucharze tryumfował w 1982, 1983, 1987 i 1991. Zwyciężał w Pucharze Europy Mistrzów Klubowych w 1984, 1985 i 1992 oraz w Pucharze Europy Zdobywców Pucharów 1988 i Klubowych Mistrzostwach Świata 1991.
W 2007 zwyciężył w pierwszych mistrzostwach Europy weteranów powyżej 40 lat.